# Peter Gardiner (Schauspieler)

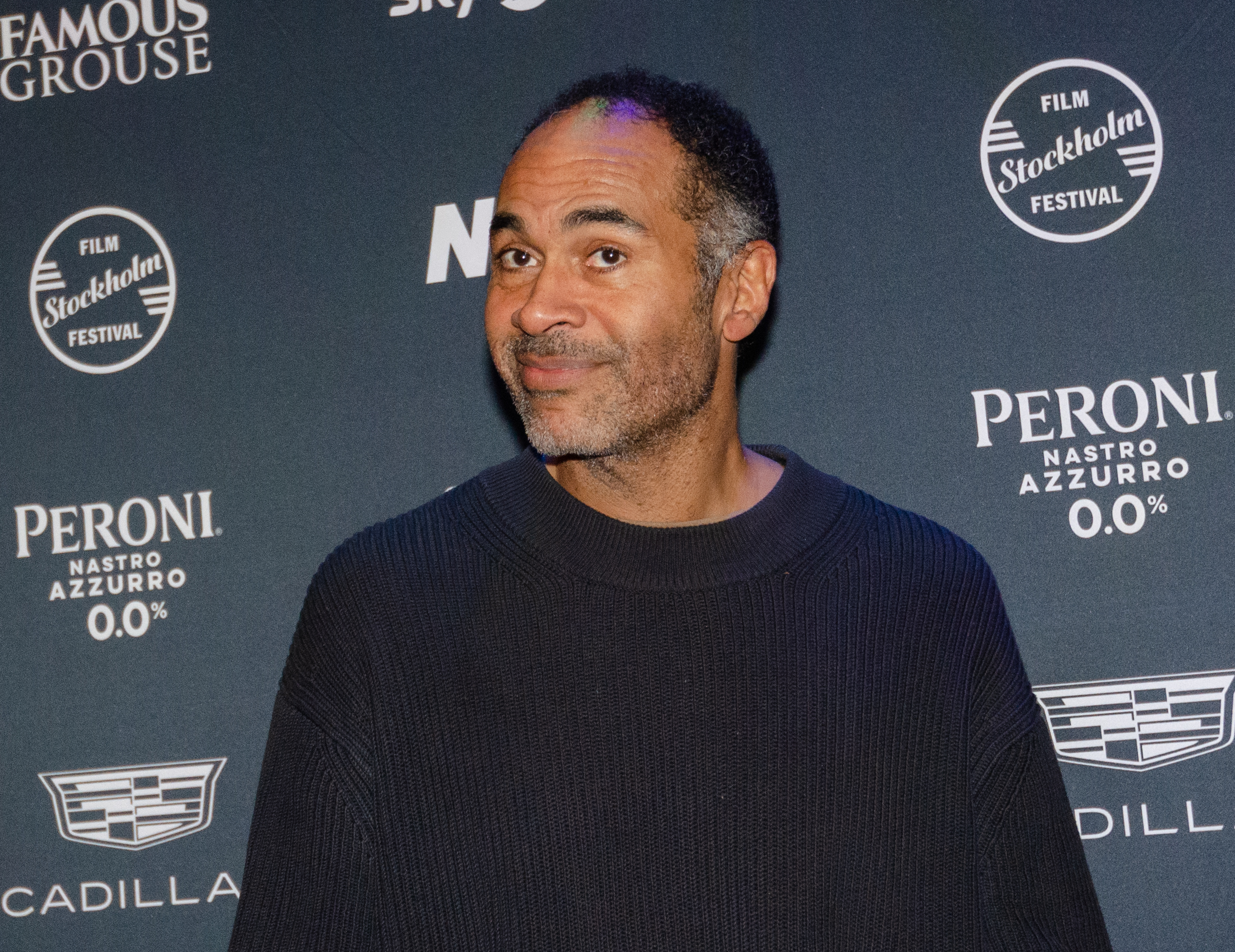
Peter Gardiner (2023)

Peter Clarence Gardiner (* 8. Juli 1968 in Uppsala) ist ein schwedischer Schauspieler und Tänzer.

## Leben
Peter Gardiner absolvierte eine Ausbildung zum Balletttänzer an der Ballettakademie in Stockholm. Anschließend arbeitete er mehrere Jahre als Tänzer auf unterschiedlichen Bühnen, darunter am Königlichen Dramatischen Theater und dem Rikstheater, sowie in unterschiedlichen Ländern, wie Norwegen und den Vereinigten Staaten.
Vor der Kamera stand er zum ersten Mal in dem 1992 ausgestrahlten Fernsehfilm Hassel - De giriga. Seitdem war er in über 40 Film- und Fernsehprojekten zu sehen, darunter Filme wie Männer im Wasser und Agent Hamilton – Im Interesse der Nation sowie Fernsehserie wie Was der Schnee verbirgt und Hidden Agenda.
Peter Gardiner ist mit Tinta Knef verheiratet, der Tochter von Hildegard Knef.

## Filmografie
- 1992: Hassel - De giriga
- 1997: City of Love (Little City)
- 1999: Meine Liebe zu Joseph Less (Dreaming of Joseph Lees)
- 2008: Männer im Wasser (Allt flyter)
- 2012: Agent Hamilton – Im Interesse der Nation (Hamilton - I nationens intresse)
- 2012: Ein Fall für Annika Bengtzon (Annika Bengtzon, Fernsehserie, eine Folge)
- 2018–2021: Was der Schnee verbirgt (Det som göms i snö, Fernsehserie, acht Folgen)
- 2020–2023: Hidden Agenda (Top Dog, Fernsehserie, neun Folgen)
- 2023: Iris – Die Wahrheit (Sanningen, Fernsehserie)